# Coppa Italia 1935/1936
Třetí ročník Coppa Italia (italského fotbalového poháru) se konal od 14. září 1935 do 11. června 1936. Soutěž skončila vítězstvím Turína, který porazil ve finále Alessandrii 5:1. Nejlepším střelcem se stal italský hráč Pietro Buscaglia (Turín), který vstřelil 8 branek.
Nejprve se hrála kvalifikační tři kola mezi kluby třetí a druhé ligy. Hrálo se vyřazovacím způsobem na jeden zápas. Domácí byl vždy vylosován. Když utkání skončilo remízou, tak se prodlužovalo. Když se nerozhodlo v prodloužení tak se odehrál opakovaný zápas. Skutečný turnaj se odehrál až když bylo 32 účastníků i s kluby z nejvyšší ligy. Vítěz měl zajištěn hrát o Středoevropský pohár.

## Serie A
| - Alessandria - Ambrosiana-Inter - Bari - Boloňa | - Brescia - Fiorentina - Janov - Juventus | - Lazio - Milán - Neapol - Palermo | - Řím - Sampierdarenese - Turín - Triestina |

## Serie B
| - Aquila - Atalanta - Catania - Foggia - Livorno | - Lucchese - Messina - Modena - Novara - Pisa | - Pistoiese - Pro Vercelli - Siena - SPAL - Taranto | - Verona - VP Viareggio - Vigevanesi |

## Serie C
| - Fano - Anconitana-Bianchi - Andrea Doria - Montevarchi - Asti - Bagnolese - Biellese - Casale - Cagliari - Catanzarese - Cerignola - Civitavecchia - Comense - Cosenza - Crema - Cremonese | - Cusiana - Derthona - Empoli - Entella - Falck - Fanfulla - Fermana - Fiumana - Forlimpopoli - Gallaratese - Grion Pula - Imperia - Jesi - Juventus Trapani - Le Signe - Lecco | - Legnano - Rimini - Littorio Benevento - Lucano - Mantova - Monza - Nissena - Padova - Parma - Pescara - Piacenza - Pontedecimo - Pontedera - Pro Gorizia - Pro Patria - Reggiana | - Rivarolo - Rovigo - Salernitana - Sanremese - Savoia - Savona - Sempre Avanti - Seregno - Sestrese - Spezia - Trento - Treviso - Udinese - Benátky - Ventimiglia - Vicenza |

## 1. kvalifikační kolo

### Skupina A Severovýchod
Zápasy byly na programu od 14. září do 19. září 1935.
Kvalifikačního kola se účastnilo 64 klubů ze 3. ligy, rozdělené do čtyř skupin podle geografie.
Poznámky
|  | Postup do dalšího kola |

| Domácí             | Výsledek     | Hosté        |
| ------------------ | ------------ | ------------ |
| Anconitana-Bianchi | 4:1          | Grion Pula   |
| Fiumana            | 3:2          | Forlimpopoli |
| Jesi               | 1:2 v prodl. | Rovigo       |
| Mantova            | 1:1 a 2:2*   | Fano         |
| Padova             | 0:0 a 1:2    | Benátky      |
| Pro Gorizia        | 2:1          | Treviso      |
| Udinese            | 4:3          | Trento       |
| Vicenza            | 3:4          | Rimini       |

Poznámky
- kluby Mantova a Fano postoupily do dalšího kola díky odstoupení Pescary.

### Skupina B Lombardie-Emilia
| Domácí      | Výsledek         | Hosté      |
| ----------- | ---------------- | ---------- |
| Cremonese   | 2:0 (kontumačně) | Comense    |
| Cusiana     | 1:2              | Crema      |
| Falck       | 2:1 v prodl.     | Pro Patria |
| Gallaratese | 2:1              | Biellese   |
| Lecco       | 0:2              | Legnano    |
| Parma       | 3:1              | Fanfulla   |
| Reggiana    | 4:1              | Piacenza   |
| Seregno     | 2:0              | Monza      |

### Skupina C Severozápad
| Domácí       | Výsledek | Hosté       |
| ------------ | -------- | ----------- |
| Andrea Doria | 5:3      | Asti        |
| Empoli       | 1:0      | Pontedera   |
| Imperia      | 3:1      | Derthona    |
| Montevarchi  | 2:1      | Pontedecimo |
| Sanremese    | 2:0      | Spezia      |
| Savona       | 1:2      | Entella     |
| Sestrese     | 2:1      | Rivarolo    |
| Ventimiglia  | 4:2      | Casale      |

### Skupina D Středo jižní
| Domácí             | Výsledek         | Hosté            |
| ------------------ | ---------------- | ---------------- |
| Littorio Benevento | 2:1              | Cosenza          |
| Catanzarese        | 4:1              | Le Signe         |
| Civitavecchia      | 5:1              | Fermana          |
| Nissena            | 2:0 (kontumačně) | Juventus Trapani |
| Pescara            | 1:0*             | Lucano           |
| Sempre Avanti      | 2:0              | Cagliari         |
| Salernitana        | 3:1              | Bagnolese        |
| Savoia             | 2:1 v prodl.     | Cerignola        |

Poznámky
- klub Pescara po vyhraném utkání odstoupila z turnaje.

## 2. kvalifikační kolo

### Skupina A Severovýchod
Zápasy byly na programu od 27. října do 14. listopadu 1935.
| Domácí             | Výsledek  | Hosté       |
| ------------------ | --------- | ----------- |
| Anconitana-Bianchi | 1:2       | Fano        |
| Rimini             | 1:1 a 0:3 | Pro Gorizia |
| Rovigo             | 2:0       | Udinese     |
| Benátky            | 2:0       | Fiumana     |

### Skupina B Lombardie-Emilia
| Domácí    | Výsledek | Hosté       |
| --------- | -------- | ----------- |
| Cremonese | 1:0      | Gallaratese |
| Crema     | 0:1      | Reggiana    |
| Legnano   | 2:0*     | Falck       |
| Seregno   | 2:3      | Mantova     |

Poznámky
- během utkání mezi Legnanem a Falckem skončilo předčasně kvůli smrti hostujícího hráče. Poté byl postup přidělen domácím.[2]

### Skupina C Severozápad
| Domácí   | Výsledek | Hosté        |
| -------- | -------- | ------------ |
| Parma    | 3:1      | Montevarchi  |
| Entella  | 0:1      | Ventimiglia  |
| Imperia  | 3:4      | Sanremese    |
| Sestrese | 2:1      | Andrea Doria |

### Skupina D Středo jižní
| Domácí        | Výsledek     | Hosté              |
| ------------- | ------------ | ------------------ |
| Catanzarese   | 6:0          | Littorio Benevento |
| Civitavecchia | 3:2 v prodl. | Le Signe           |
| Empoli        | 1:2          | Sempre Avanti      |
| Salernitana   | 0:1          | Nissena            |

### Skupina Serie B
| Domácí   | Výsledek  | Hosté        |
| -------- | --------- | ------------ |
| Atalanta | 0:2       | VP Viareggio |
| Lucchese | 2:2 a 0:2 | Aquila       |

## 3. kvalifikační kolo
Zápasy byly na programu od 23. listopadu do 28. listopadu 1935.
| Domácí       | Výsledek           | Hosté         |
| ------------ | ------------------ | ------------- |
| Novara       | 5:1                | Vigevanesi    |
| Pro Vercelli | 2:1                | Legnano       |
| Fano         | 2:1                | Verona        |
| Catania      | 4:0                | Civitavecchia |
| Cremonese    | 3:1                | Mantova       |
| Livorno      | 5:0                | Siena         |
| Messina      | 1:0                | Sempre Avanti |
| Nissena      | 2:2 a 1:4          | Catanzarese   |
| Pisa         | 3:1                | Aquila        |
| Reggiana     | 1:0                | VP Viareggio  |
| Rovigo       | 2:1                | Pro Gorizia   |
| Sanremese    | 3:2                | Parma         |
| Sestrese     | 3:0                | Ventimigliese |
| SPAL         | 1:1 a 2:3 v prodl. | Modena        |
| Taranto      | 1:1 a 1:2          | Foggia        |
| Benátky      | 2:1                | Pistoiese     |

## Šestnáctifinále
Zápasy byly na programu od 25. prosince 1935 do 1. ledna 1936.
| Domácí           | Výsledek  | Hosté           |
| ---------------- | --------- | --------------- |
| Ambrosiana-Inter | 4:0       | Brescia         |
| Boloňa           | 1:0       | Novara          |
| Catania          | 1:0       | Palermo         |
| Fano             | 2:4       | Milán           |
| Fiorentina       | 8:0       | Sestrese        |
| Foggia           | 0:4       | Řím             |
| Lazio            | 2:0       | Benátky         |
| Livorno          | 7:2       | Catanzarese     |
| Messina          | 2:4       | Sampierdarenese |
| Modena           | 5:0       | Pro Vercelli    |
| Sanremese        | 1:4       | Juventus        |
| Turín            | 2:0       | Reggiana        |
| Triestina        | 1:1 a 3:1 | Rovigo          |
| Cremonese        | 1:4       | Alessandria     |
| Janov            | 3:2       | Pisa            |
| Neapol           | 2:1       | Bari            |

## Osmifinále
Zápasy byly na programu od 18. ledna do 21. května 1936.
| Domácí           | Výsledek     | Hosté           |
| ---------------- | ------------ | --------------- |
| Lazio            | 2:1          | Řím             |
| Milán            | 3:0          | Boloňa          |
| Alessandria      | 4:0          | Modena          |
| Fiorentina       | 3:0          | Janov           |
| Livorno          | 5:3 v prodl. | Sampierdarenese |
| Neapol           | 3:1          | Triestina       |
| Turín            | 8:2          | Catania         |
| Ambrosiana-Inter | 0:1          | Juventus        |

## Čtvrtfinále
Zápasy byly na programu od 24. května 1936.
| Domácí      | Výsledek | Hosté      |
| ----------- | -------- | ---------- |
| Alessandria | 1:0      | Lazio      |
| Juventus    | 1:3      | Fiorentina |
| Neapol      | 1:2      | Milán      |
| Turín       | 4:2      | Livorno    |

## Semifinále
Zápasy byly na programu od 31. května 1936.
| Domácí      | Výsledek | Hosté      |
| ----------- | -------- | ---------- |
| Alessandria | 1:0      | Milán      |
| Turín       | 2:0      | Fiorentina |

## Finále
| 11. 6. 1936 16:00 CEST                      |        |              |                                                                                  |
| Turín                                       | 5 : 1  | Alessandria  | Stadio Luigi Ferraris, Janov, Itálie diváci: 9 697 rozhodčí: Raffaele Mastellari |
| Galli 7', 70' Silano 20', 78' Buscaglia 57' | Report | 16' Riccardi | Stadio Luigi Ferraris, Janov, Itálie diváci: 9 697 rozhodčí: Raffaele Mastellari |

| Turín | Alessandria |

|                |    |                  |  |
|                |    |                  |  |
|                | 1  | Giuseppe Maina   |  |
|                | 2  | Luigi Brunella   |  |
|                | 3  | Osvaldo Ferrini  |  |
|                | 4  | Cesare Gallea    |  |
|                | 5  | Antonio Janni    |  |
|                | 6  | Filippo Prato    |  |
|                | 7  | Mario Bo         |  |
|                | 8  | Fioravante Baldi |  |
|                | 9  | Remo Galli       |  |
|                | 10 | Pietro Buscaglia |  |
|                | 11 | Onesto Silano    |  |
| Trenér:        |    |                  |  |
| Tony Cargnelli |    |                  |  |

|              |    |                   |  |
|              |    |                   |  |
|              | 1  | Ugo Ceresa        |  |
|              | 2  | Umberto Lombardo  |  |
|              | 3  | Giuseppe Turino   |  |
|              | 4  | Oreste Barale     |  |
|              | 5  | Pasquale Parodi   |  |
|              | 6  | Luigi Milano      |  |
|              | 7  | Umberto Busani    |  |
|              | 8  | Giovanni Riccardi |  |
|              | 9  | Alfredo Notti     |  |
|              | 10 | Luciano Robotti   |  |
|              | 11 | Aldo Croce        |  |
| Trenér:      |    |                   |  |
| Karl Stürmer |    |                   |  |

## Vítěz
| Coppa Italia Vítěz pro rok 1935/1936 |
| ------------------------------------ |
| Turín FC                             |
|                                      |